# Parti socialiste des Canaries-PSOE
Le Parti socialiste des Canaries-PSOE (en espagnol : Partido Socialista Canario-PSOE, PSOE Canarias) est la fédération territoriale du Parti socialiste ouvrier espagnol (PSOE) dans les Canaries.

## Histoire

### Succession d'alternance
Après les élections de 1983, Jerónimo Saavedra est élu président du gouvernement des Canaries  par 33 voix favorables, ayant bénéficié du soutien de petits partis insulaires. À la suite des élections de 1987, le PSOE Canarias reste le premier parti de l'archipel mais, faute d'une majorité suffisante, cède le pouvoir aux partis de centre droit.
Il retrouve le pouvoir à la suite des élections de 1991, ayant conclu un pacte avec plusieurs formations nationalistes canariennes. Il est renversé deux ans plus tard par une motion de censure déposée par ses anciens alliés, et qui renvoie les socialistes dans l'opposition.

## Secrétaires généraux
| Titulaire                                                             | Dates                                                          | Fonction |
| --------------------------------------------------------------------- | -------------------------------------------------------------- | --- |
| Jerónimo Saavedra                                                     | 20 mars 1977 – 27 janvier 1985 (7 ans, 10 mois et 7 jours)     | Président du gouvernement des Canaries (1983-1987 ; 1991-1993) Ministre des Administrations publiques (1993-1995) Ministre de l'Éducation et de la Science (1995-1996) Maire de Las Palmas de Grande Canarie (2007-2011) Défenseur du peuple des Canaries (2012-2018) |
| Alberto de Armas (es)                                                 | 27 janvier 1985 – 22 mai 1988 (3 ans, 3 mois et 25 jours)      | Ambassadeur au Venezuela (1990-1993) |
| Jerónimo Saavedra                                                     | 22 mai 1988 – 26 octobre 1997 (9 ans, 5 mois et 4 jours)       | Président du gouvernement des Canaries (1983-1987 ; 1991-1993) Ministre des Administrations publiques (1993-1995) Ministre de l'Éducation et de la Science (1995-1996) Maire de Las Palmas de Grande Canarie (2007-2011) Défenseur du peuple des Canaries (2012-2018) |
| Juan Carlos Alemán (es)                                               | 26 octobre 1997 – 20 octobre 2007 (9 ans, 11 mois et 24 jours) | Deuxième vice-président du Parlement des Canaries (2007-2011) |
| Juan Fernando López Aguilar                                           | 20 octobre 2007 – 21 mars 2010 (2 ans, 5 mois et 1 jour)       | Ministre de la Justice (2004-2007) |
| José Miguel Pérez (es),                                               | 21 mars 2010 – 16 novembre 2016 (6 ans, 7 mois et 26 jours)    | Président du Cabildo insulaire de Grande Canarie (2007-2011) Vice-président du gouvernement des Canaries (2011-2015) |
| José Miguel Rodríguez Fraga (es) Président de la direction provisoire | 28 novembre 2016 – 17 septembre 2017 (9 mois et 20 jours)      | Maire d'Adeje (depuis 1987) |
| Ángel Víctor Torres                                                   | Depuis le 17 septembre 2017 (7 ans, 6 mois et 1 jour)          | Maire d'Arucas (2003-2007 ; 2011-2015) Président des Canaries (2019-2023) Ministre de la Politique territoriale (depuis 2023) |

## Résultats électoraux

### Parlement des Canaries
| Année | Chef de file                      | Voix    | %        | #      | Sièges  | Gouvernement                                    |
| ----- | --------------------------------- | ------- | -------- | ------ | ------- | ----------------------------------------------- |
| 1983  | Jerónimo Saavedra                 | 234 562 | 42,36    | 1er    | 27 / 60 | Saavedra I                                      |
| 1987  | Jerónimo Saavedra                 | 185 749 | 27,85 () | 1er () | 21 / 60 | Opposition                                      |
| 1991  | Jerónimo Saavedra                 | 229 692 | 33,28 () | 1er () | 23 / 60 | Saavedra II (1991-1993), opposition (1993-1995) |
| 1995  | Augusto Brito                     | 183 969 | 23,35 () | 3e ()  | 16 / 60 | Opposition                                      |
| 1999  | Jerónimo Saavedra                 | 199 503 | 24,40 () | 3e ()  | 19 / 60 | Opposition                                      |
| 2003  | Juan Carlos Alemán (es)           | 235 234 | 25,75 () | 3e ()  | 17 / 60 | Opposition                                      |
| 2007  | Juan Fernando López Aguilar       | 322 833 | 35,01 () | 1er () | 26 / 60 | Opposition                                      |
| 2011  | José Miguel Pérez (es)            | 190 028 | 20,41 () | 3e ()  | 15 / 60 | Rivero II                                       |
| 2015  | Patricia Hernández Gutiérrez (es) | 182 006 | 19,53 () | 1er () | 15 / 60 | Clavijo I (2015-2017), opposition (2017-2019)   |
| 2019  | Ángel Víctor Torres               | 262 251 | 29,43 () | 1er () | 25 / 70 | Torres                                          |
| 2023  | Ángel Víctor Torres               | 247 811 | 27,17 () | 1er () | 23 / 70 | Opposition                                      |

### Cortes Generales
| Année   | Chef de file                 | Congrès des députés | Congrès des députés | Congrès des députés | Congrès des députés | Sénat  | Gouvernement                                  |
| Année   | Chef de file                 | Voix                | %                   | #                   | Sièges              | Sénat  | Gouvernement                                  |
| ------- | ---------------------------- | ------------------- | ------------------- | ------------------- | ------------------- | ------ | --------------------------------------------- |
| 1977    | Felipe González              | 90 567              | 16,55               | 2e                  | 3 / 13              | 1 / 10 | Opposition                                    |
| 1979    | Felipe González              | 95 220              | 17,82 ()            | 2e ()               | 3 / 13              | 1 / 11 | Opposition                                    |
| 1982    | Felipe González              | 239 615             | 36,65 ()            | 1er ()              | 7 / 13              | 5 / 11 | González I                                    |
| 1986    | Felipe González              | 241 197             | 36,06 ()            | 1er ()              | 6 / 13              | 7 / 11 | González II                                   |
| 1989    | Felipe González              | 242 035             | 36,10 ()            | 1er ()              | 7 / 14              | 6 / 11 | González III                                  |
| 1993    | Felipe González              | 241 648             | 29,85 ()            | 2e ()               | 5 / 14              | 4 / 11 | González IV                                   |
| 1996    | Felipe González              | 263 249             | 29,97 ()            | 2e ()               | 5 / 14              | 5 / 11 | Opposition                                    |
| 2000    | Joaquín Almunia              | 186 363             | 22,19 ()            | 3e ()               | 3 / 14              | 1 / 11 | Opposition                                    |
| 2004    | José Luis Rodríguez Zapatero | 333 084             | 34,45 ()            | 2e ()               | 6 / 15              | 5 / 11 | Zapatero I                                    |
| 2008    | José Luis Rodríguez Zapatero | 395 182             | 39,57 ()            | 1er ()              | 7 / 15              | 7 / 11 | Zapatero II                                   |
| 2011    | Alfredo Pérez Rubalcaba      | 231 086             | 24,85 ()            | 2e ()               | 4 / 15              | 3 / 11 | Opposition                                    |
| 2015    | Pedro Sánchez                | 218 413             | 21,97 ()            | 3e ()               | 3 / 15              | 1 / 11 | Opposition                                    |
| 2016    | Pedro Sánchez                | 220 471             | 22,52 ()            | 2e ()               | 2 / 15              | 1 / 11 | Opposition (2016-2018), Sánchez I (2018-2019) |
| 04/2019 | Pedro Sánchez                | 295 474             | 27,83 ()            | 1er ()              | 5 / 15              | 8 / 11 | Sánchez I                                     |
| 11/2019 | Pedro Sánchez                | 273 596             | 28,88 ()            | 1er ()              | 5 / 15              | 7 / 11 | Sánchez II                                    |
| 2023    | Pedro Sánchez                | 341 261             | 33,34 ()            | 1er ()              | 6 / 15              | 7 / 11 | Sánchez III                                   |